# Colocasia (fjärilar)
Colocasia är ett släkte av fjärilar som beskrevs av Ferdinand Ochsenheimer 1816. Colocasia ingår i familjen nattflyn, Noctuidae.

## Dottertaxa tillColocasia, i alfabetisk ordning[1][2]
- Colocasia coryli (Linnaeus, 1758), Hasselfly
- Colocasia flavicornis Smith, 1884
- Colocasia mus Oberthür, 1884
- Colocasia propinquilinea Grote, 1873
- Colocasia umbrosa Wileman, 1911

## Bildgalleri

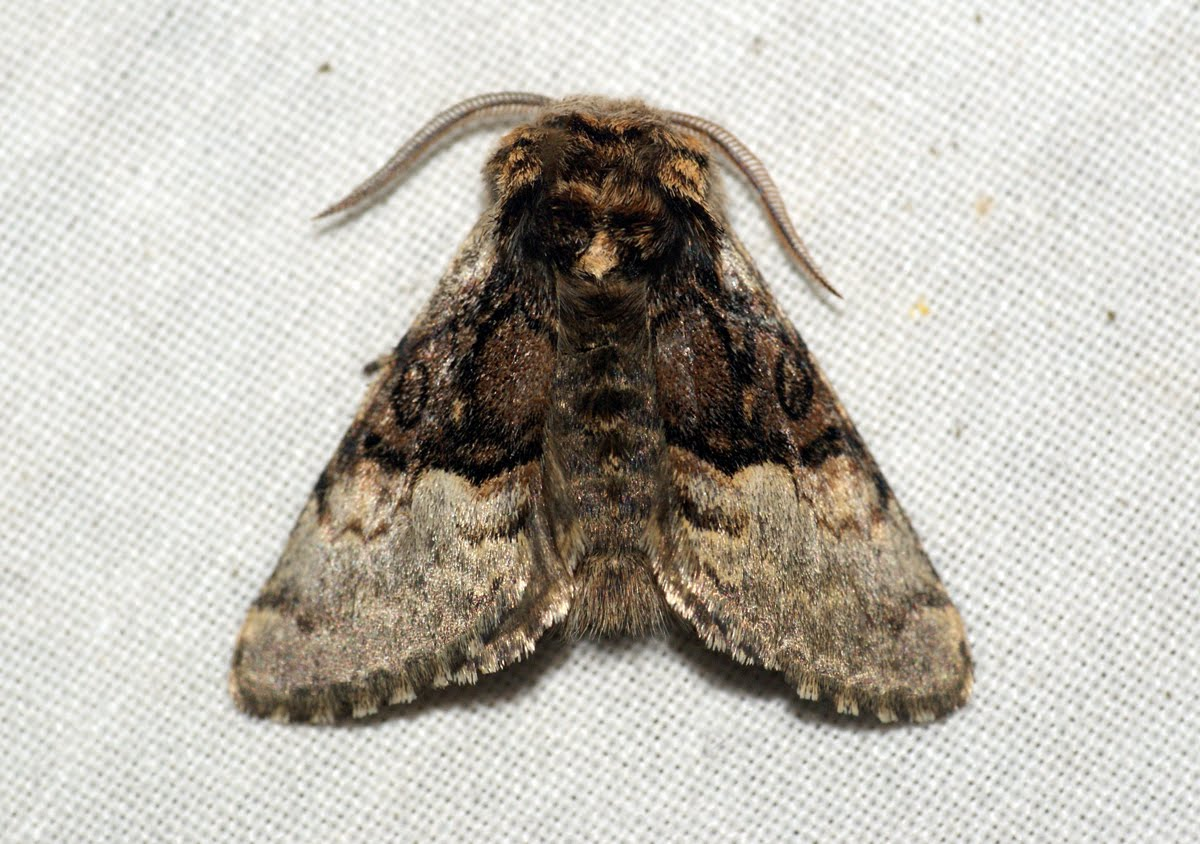
Hasselfly, Colocasia coryli
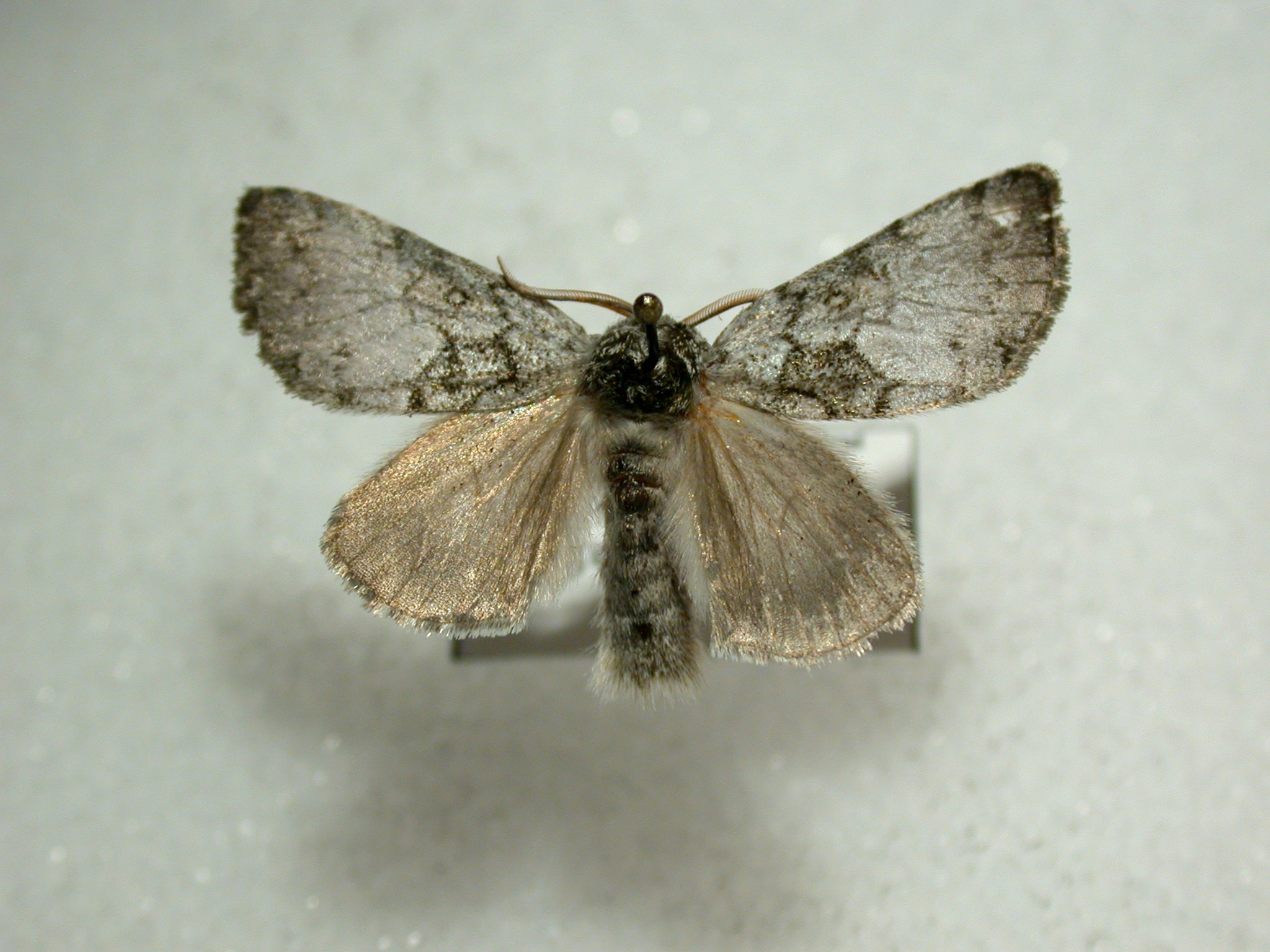
Colocasia flavicornis
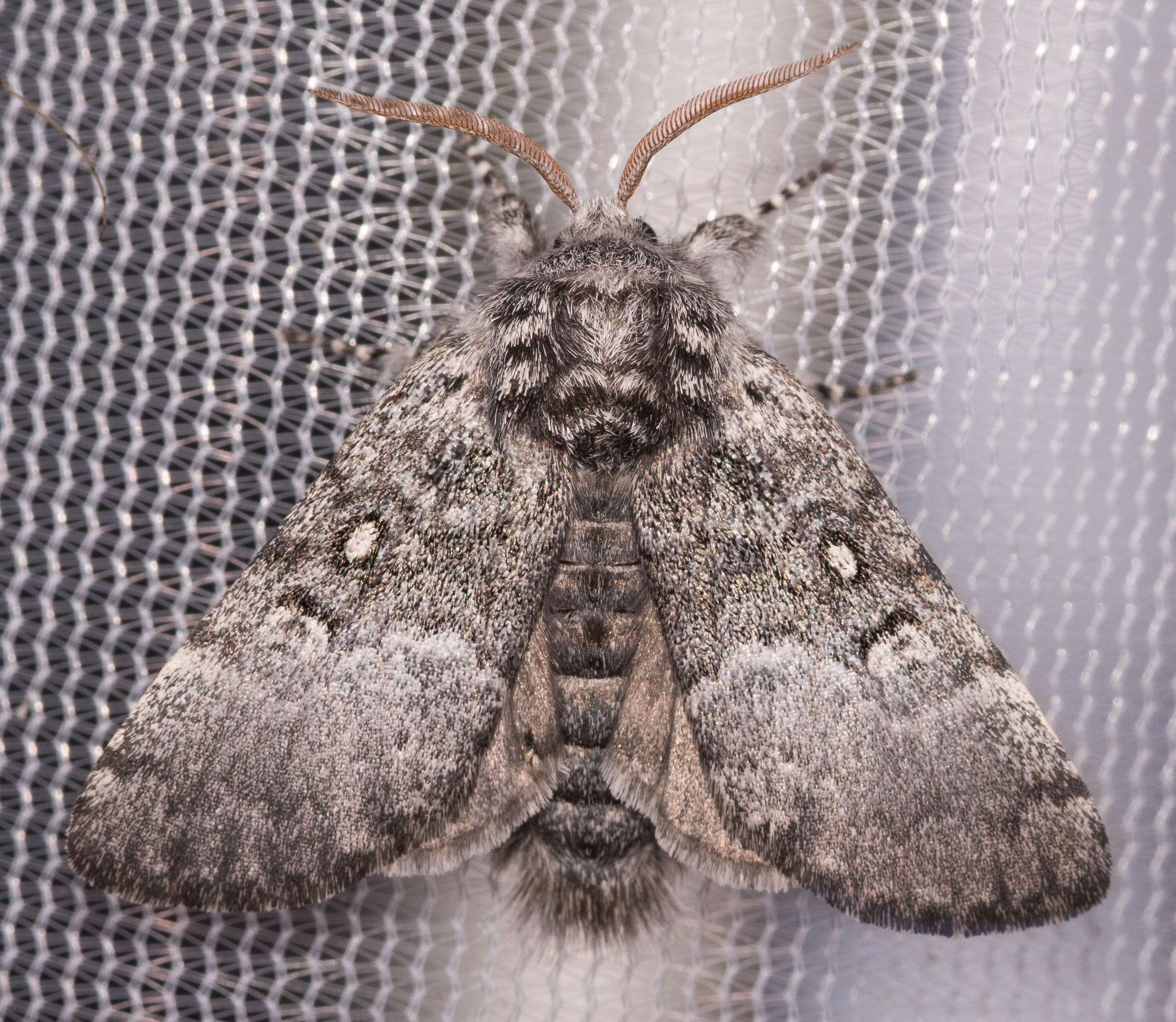
Colocasia propinquilinea